# Wonsaponatime
Albums par John Lennon
John Lennon Anthology
(1998) Instant Karma: All-Time Greatest Hits
(2002)
Wonsaponatime est un album posthume de John Lennon, sorti en 1998. C'est une compilation sur un seul disque de certains titres tirés de la collection John Lennon Anthology publiée simultanément.

## Liste des chansons
Sauf mention contraire, les chansons sont de John Lennon :
1. I'm Losing You – 3:56
2. Working Class Hero – 3:58
3. God – 3:15
4. How Do You Sleep? – 5:00
5. Imagine Take 1 – 3:04
6. Baby Please Don't Go (Walter Ward) – 4:03
7. Oh My Love (John Lennon/Yoko Ono) – 2:43
8. God Save Oz (John Lennon/Yoko Ono) – 3:21
9. I Found Out – 3:47
10. Woman Is The Nigger Of The World – 5:16 Live
11. 'A Kiss Is Just A Kiss' (Herman Hupfield) – 0:12
12. Be-Bop-A-Lula (Gene Vincent/T. Davis) – 2:40
13. Rip It Up/Reddy Teddy (Blackwell/Marascalo) – 2:26
14. What You Got – 1:13
15. Nobody Loves You When You're Down And Out – 5:02
16. I Don't Wanna Face It – 3:31
17. Real Love – 4:09
18. Only You (And You Alone) (Buck Ram/Ande Rand) – 3:25
19. Grow Old With Me – 3:19
20. Sean's "In The Sky"  – 1:25
21. Serve Yourself – 3:49

## Classement
| Classement (1975)             | Meilleure position |
| ----------------------------- | ------------------ |
| Royaume-Uni (UK Albums Chart) | 76                 |